# اضطراب الحب الجديد
اضطراب الحب الجديد هو كتاب نشر في عام 1977 وشارك في تأليفه آلان فينكلكروت وباسكال بروكنر. مع هذا الكتاب ، وجد الفلاسفة النجاح لأول مرة.